# Pieter Wiedijk
Pieter Wiedijk (* 27. Februar 1867 in Grootschermer bei Alkmaar; † 26. September 1938 in Amsterdam), bekannt geworden unter dem Pseudonym J. Saks, verwendete aber auch die Autorennamen Bacterius, Otto Bardt, V. Bruin, war ein niederländischer Historiker, Journalist und Schriftsteller. Politisch war er überzeugter Marxist.

## Herkunft und Jugend
Wiedijk war der einzige Sohn des gleichnamigen Zimmermanns und dessen Frau Elisabeth Bruin. Väterlicherseits war die Familie deutschstämmig, der Großvater hieß Johann Fridrich Wedig und war Ende des 18. Jahrhunderts von Preußen nach Nord-Holland gekommen, wo er seinen Namen anpasste und sich Wiedijk nannte. Der Vater starb an Tuberkulose, als Sohn Piet zwei Jahre alt war, die Mutter überlebte ihn nur um wenige Jahre und verstarb ebenfalls an der Lungenkrankheit. 
Wiedijk wurde von Pflegeeltern aufgenommen, die einen Bauernhof in Beemster bewirtschafteten, wo er wegen seiner schwächlichen Gestalt und seiner Kränklichkeit als Außenseiter aufwuchs. Zunächst besuchte er die örtliche Dorfschule und ab 1881 die Haarlemse kweekschool (eine Gärtnereifachschule in Haarlem), die er aber kurz darauf abbrechen musste, weil auch er an Tuberkulose erkrankte. 
Die Pflegeeltern schickten ihn nach Davos, wo er fast drei Jahre lang in einem Sanatorium lebte. Den Aufenthalt und sein späteres Studium konnte er durch ein zwischenzeitlich ausgezahltes Erbe finanzieren. Im Sanatorium entdeckte er Schriftsteller, wie Multatuli oder Heinrich Heine und begann selbst zu schreiben. 
Nach der Besserung seiner chronischen Erkrankung kehrte Wiedijk in die Niederlande zurück, wo er Pharmazie studierte. Den Beruf des Apothekers übte er aber nur kurze Zeit aus. Er fühlte sich weiter zur Schriftstellerei hingezogen und versuchte, als Journalist und in der Politik Fuß zu fassen.

## Sozialismus und Marxismus
1892 trat er dem SDB, dem niederländischen Sozialdemokratischen Bund bei und wurde Mitglied der SDAP (Sociaal Democratische Arbeiders Partij), wo er sich dem linken Flügel anschloss. 1904 wurde er Mitglied der Kolonialkommission, 1907 Mitglied der Programmkommission. Von 1902 bis 1913 war er Redaktionssekretär von De Nieuwe Tijd. Ab 1902 konnte er diverse Artikel auch in anderen sozialistischen Publikationen platzieren. 1918 erschien sein Buch Socialistische Opstellen und 1927 Kritische herinneringen. 
Von 1909 bis 1915 war er Mitglied der Sociaal-Democratischen Partij (SDP), einer Vorläuferin der niederländischen kommunistischen Partei Communistische Partij van Nederland, kehrte aber zurück zur SDAP und wechselte 1932 zur OSP. Seit 1930 erschienen zahlreiche Veröffentlichungen in De Nieuwe Weg. 1937 legte er eine Biographie von Eduard Douwes Dekker über dessen Jugend und seine Zeit als Staatsbeamter in kolonialen Indonesien vor.